# Ángel David Rodríguez
Ángel David Rodríguez García, né le 25 avril 1980 à Madrid, est un athlète espagnol, spécialiste du sprint.

## Carrière
Le 15 août 2008, il finit 8e et dernier de son quart de finale du 100 m des Jeux olympiques 2008 à Pékin en 10 s 35 derrière notamment Usain Bolt, Darvis Patton, et Francis Obikwelu.

En août 2009, il concourt aux championnats du monde 2009 à Berlin et se qualifie pour les quarts de finale du 100 m. Il échoue cependant à ce stade en terminant 8e et dernier de sa série, dans laquelle figuraient notamment Tyson Gay, Michael Frater et Jaysuma Saidy Ndure dans un temps de 10 s 39 (+0,1 m/s), son meilleur temps de la saison.
Lors des Championnats du monde de Daegu en août 2011, il se hisse en demi-finales du 100 m. Il y prend la 7e place en 10 s 49 derrière notamment les quatre qualifiés pour la finale Yohan Blake, Walter Dix, Jimmy Vicaut et Daniel Bailey.
Son meilleur temps est de 10 s 14, réalisé le 2 juillet 2008 à Salamanque, record national d'Espagne qui améliore de 3 centièmes les 10 s 17 de Venancio José en 2000. Il est également détenteur d'un record de catégorie du relais 4 × 100 m. Il qualifie en finale l'équipe espagnole à Barcelone 2010, en 39 s 30 (d'un relais composé d'Alain López, d'Ángel David Rodríguez, d'Orkatz Beitia et de Rubén Pros). Le 9 juin 2012, à Monachil, en altitude, il court en 10 s 17, à 3 centièmes de son record.
Le 18 août 2013 à Moscou, il bat le record espagnol en 38 s 46 avec Eduard Viles, Bruno Hortelano et Sergio Ruiz.
Le 21 juillet 2018, il termine 3e des championnats d'Espagne à Getafe en 10 s 17 (+ 1,9 m/s), égalant à 38 ans son troisième meilleur chrono de sa carrière.

## Palmarès
| Date | Compétition                       | Lieu           | Résultat | Epreuve   | Temps   |
| ---- | --------------------------------- | -------------- | -------- | --------- | ------- |
| 1998 | Championnats du monde juniors     | Annecy         | 4e       | 4 x 100 m | 40 s 48 |
| 1999 | Championnats d'Europe juniors     | Riga           | 6e       | 100 m     | 10 s 49 |
| 2002 | Championnats d'Europe             | Munich         | 5e       | 4 x 100 m | 39 s 07 |
| 2002 | Coupe du monde des nations        | Madrid         | 8e       | 100 m     | 10 s 78 |
| 2002 | Coupe du monde des nations        | Madrid         | 8e       | 4 x 100 m | 39 s 64 |
| 2004 | Championnats ibéro-américains     | Huelva         | 4e       | 200 m     | 21 s 69 |
| 2005 | Jeux méditerranéens               | Almeria        | finale   | 100 m     | DNF     |
| 2009 | Championnats d'Europe par équipes | Leiria         | 7e       | 100 m     | 10 s 44 |
| 2009 | Championnats d'Europe par équipes | Leiria         | 5e       | 200 m     | 20 s 88 |
| 2009 | Championnats d'Europe par équipes | Leiria         | 7e       | 4 x 100 m | 39 s 88 |
| 2009 | Jeux méditerranéens               | Pescara        | 5e       | 100 m     | 10 s 41 |
| 2009 | Jeux méditerranéens               | Pescara        | 5e       | 200 m     | 21 s 05 |
| 2010 | Championnats ibéro-américains     | San Fernando   | 1er      | 100 m     | 10 s 35 |
| 2010 | Championnats ibéro-américains     | San Fernando   | 2e       | 4 x 100 m | 39 s 45 |
| 2010 | Championnats d'Europe par équipes | Bergen         | 4e       | 100 m     | 10 s 23 |
| 2010 | Championnats d'Europe par équipes | Bergen         | 9e       | 200 m     | 21 s 11 |
| 2010 | Championnats d'Europe par équipes | Bergen         | 7e       | 4 x 100 m | 40 s 04 |
| 2010 | Championnats d'Europe             | Barcelone      | finale   | 4 x 100 m | DNF     |
| 2011 | Championnats d'Europe par équipes | Stockholm      | 6e       | 100 m     | 10 s 39 |
| 2011 | Championnats d'Europe par équipes | Stockholm      | 9e       | 200 m     | 21 s 33 |
| 2011 | Championnats d'Europe par équipes | Stockholm      | 7e       | 4 x 00 m  | 39 s 85 |
| 2014 | Championnats d'Europe par équipes | Brunswick      | 5e       | 100 m     | 10 s 46 |
| 2014 | Championnats d'Europe par équipes | Brunswick      | 9e       | 4 × 100 m | 39 s 85 |
| 2015 | Championnats d'Europe par équipes | Tcheboksary    | 12e      | 100 m     | 17 s 39 |
| 2016 | Championnats ibéro-américains     | Rio de Janeiro | 4e       | 4 × 100 m | 39 s 28 |
| 2017 | Championnats d'Europe par équipes | Lille          | 5e       | 100 m     | 10 s 39 |
| 2017 | Championnats d'Europe par équipes | Lille          | 11e      | 4 x 100 m | 40 s 05 |
| 2018 | Jeux méditerranéens               | Tarragone      | 4e       | 4 x 100 m | 39 s 52 |
| 2019 | Jeux européens                    | Minsk          | 11e      | 100 m     | 10 s 49 |
| 2019 | Championnats d'Europe par équipes | Bydgoszcz      | 7e       | 100 m     | 10 s 83 |
| 2019 | Championnats d'Europe par équipes | Bydgoszcz      | 5e       | 4 x 100 m | 39 s 25 |

## Records
| Épreuve    | Temps   | Lieu       | Date            |
| ---------- | ------- | ---------- | --------------- |
| 60 mètres  | 6 s 55  | Düsseldorf | 8 février 2013  |
| 100 mètres | 10 s 14 | Salamanque | 2 juillet 2008  |
| 200 mètres | 20 s 61 | Barcelone  | 19 juillet 2008 |